# 하카타정
하카타정(伯方町)은 에히메현에 있던 정이며 오치군에 속했다. 세토 내해에 떠 있는 하카타지마 1섬으로 1정을 이루었다. 2005년 1월 16일 이마바리시, 오치군 11정촌에서 합병해 새로운 이마바리시의 일부가 되었다. 시마나미카이도(니시세토 자동차도:오노미치 - 이마바리)의 에히메현 측에서 두번째 섬으로, 하쿠카타시마 IC가 있다.

## 역사
- 1889년 12월 15일 - 정촌제 시행과 함께 히가시하카타촌이 되었다.
- 1940년 11월 3일 - 정으로 승격해 하카타정이 되었다.
- 2005년 1월 16일 - 이마바리시, 오치군 아사쿠라촌, 나미카타정, 오니시정, 기쿠마정, 요시우미정, 미야쿠보정, 다마가와정, 가미우라정, 오미시마정, 세키젠촌이 합병해 새로운 이마바리시가 되어 하카타정은 소멸하였다.

## 교통

### 도로
- 니시세토 자동차도
- 국도 317호선